# Keizer Frans I Stefan
Frans Stefan, in de Zuidelijke Nederlanden bekend als Frans van Lorreinen, (Nancy, 8 december 1708 — Innsbruck, 18 augustus 1765) was van 1729 tot 1737 als Frans III Stefan hertog van Lotharingen, van 1737 tot 1765 als Frans II Stefan of Frans Stefan groothertog van Toscane en van 1745 tot 1765 als Frans I Stefan keizer van het Heilige Roomse Rijk.

## Biografie

### Afkomst en opvoeding
Frans werd geboren te Nancy, in Lotharingen. Hij was de vierde zoon van Leopold van Lotharingen en Elisabeth Charlotte van Orléans. Zijn grootvader van moederskant was Filips van Orléans, de broer van Lodewijk XIV van Frankrijk. Hij was een Habsburger via zijn grootmoeder van vaderskant, Eleonora, dochter van keizer Ferdinand III en vrouw van Karel V van Lotharingen.
Keizer Karel VI had gepland om zijn dochter uit te huwelijken aan Frans' oudere broer Clemens. Toen deze echter stierf koos Karel Frans als zijn toekomstige schoonzoon. Frans werd opgevoed in Wenen, met het oog op zijn toekomstig huwelijk met Maria Theresia van Oostenrijk. Al snel ontstond een emotionele aantrekkingskracht tussen de twee. Op 12 februari 1736 trouwde Frans met Maria Theresia. Dankzij zijn zakeninstinct en gezond verstand was hij een goede hulp voor zijn vrouw.

### Verlies van Lotharingen en verwerving van Toscane
In het Verdrag van Wenen (1738) verloor hij het voorvaderlijke Lotharingen aan de Fransen, die het gewest nog enige tijd in leen gaven aan de onfortuinlijke Franse pretendent voor de Poolse troon Stanislaus Leszczyński, die schoonvader was van de Franse koning. In ruil daarvoor ontving Frans I het groothertogdom Toscane, na de dood van Gian Gastone de' Medici.

### Keizerskroning en oorlog
Bij de dood van keizer Karel VI legden Frederik II van Pruisen en Karel VII van Beieren de Pragmatieke Sanctie naast zich neer en brak de Oostenrijkse Successieoorlog uit. Frederik veroverde Silezië en Karel kroonde zich tot keizer. Na de plundering van München (1744) en de dood van Karel VII (20 januari 1745), was Beieren bereid de Vrede van Füssen te ondertekenen. In dit verdrag werd Frans I Stefan erkend als keizer van het Heilige Roomse Rijk.

### Vrijmetselarij
Tijdens zijn verblijf in de Republiek der Zeven Verenigde Nederlanden werd Frans op 25 september 1731 ingewijd als vrijmetselaar. De ceremonie vond plaats in Den Haag, in een speciale gelegenheidsloge die was ingericht in de residentie van de Britse ambassadeur Phillip Dormer Stanhope, graaf van Chesterfield. Hij geldt daarmee als de eerste vorst op het Europese vasteland die tot de vrijmetselarij werd toegelaten.
De inwijding werd geleid door de Britse predikant en natuurfilosoof John Theophilus Desaguliers, bijgestaan door hoge diplomaten en vertrouwelingen van de ambassade. De gebeurtenis had een duidelijke politieke dimensie, als onderdeel van de diplomatieke toenadering tussen Oostenrijk, Groot-Brittannië en Oranjegezinde kringen. Later zou Frans ook in Engeland de hogere graden ontvangen. Hoewel hij geen actieve rol in de orde speelde, werd zijn toetreding binnen de vrijmetselarij gezien als een belangrijk voorbeeld van vorstelijke betrokkenheid.

### Familie en overlijden
Frans' broer Karel van Lorreinen werd in 1744 na de dood in het kraambed van zijn vrouw Maria Anna, zuster van keizerin Maria Theresia, landvoogd van de Zuidelijke Nederlanden.
Frans stierf onverwacht in een koets op de terugweg van de opera van Innsbruck. Zijn dood werd door zijn vrouw als een heel zwaar verlies beschouwd.

## Kinderen
Frans I en Maria Theresia hadden zestien kinderen, van wie tien hun jeugd overleefden:
- Maria Elisabeth (5 februari 1737 – 7 juli 1740)
- Maria Anna (6 oktober 1738 – 19 november 1789) bleef ongehuwd
- Maria Karolina (12 januari 1740 – 25 januari 1741)
- Jozef II (13 maart 1741 – 20 februari 1790), keizer van het Heilig Roomse Rijk
- Maria Christina (13 mei 1742 – 24 juni 1798), vanaf 1766 gehuwd met hertog en landvoogd der Oostenrijkse Nederlanden Albert Casimir van Saksen-Teschen (1738–1822)
- Maria Elisabeth (13 juli 1743 – 25 september 1808), abdis te Innsbruck
- Karel Jozef (1 februari 1745 – 18 januari 1761)
- Maria Amalia (26 februari 1746 – 18 juni 1804), vanaf 1769 gehuwd met hertog Ferdinand van Parma (1751–1802)
- Leopold II (5 mei 1747 – 1 maart 1792), keizer van het Heilige Roomse Rijk, gehuwd met Marie Louise van Bourbon
- Karolina (17 september 1748, overleden dezelfde dag)
- Johanna Gabriella (4 februari 1750 – 23 december 1762) - verloofd met koning Ferdinand I der Beide Siciliën (1751–1825)
- Maria Josepha (19 maart 1751 – 15 oktober 1767) - verloofd met koning Ferdinand I der Beide Siciliën
- Maria Carolina (13 juli 1752 – 7 september 1814) - in 1768 gehuwd met koning Ferdinand I der Beide Siciliën
- Ferdinand Karel (1 juni 1754 – 24 december 1806), gehuwd met Maria Beatrice d'Este, enig kind en erfgename van Ercole III d'Este, hertog van Modena (1750 – 1829)
- Marie Antoinette (Maria Antonia) (2 november 1755 – 16 oktober 1793) - in 1770 gehuwd met koning Lodewijk XVI van Frankrijk (1754–1793)
- Maximiliaan Frans, (8 december 1756 – 27 juli 1801), aartsbisschop, keurvorst van Keulen

Karel Jozef, Johanna Gabriela en Maria Josepha zijn gestorven aan de pokken. Maria Elisabeth was ook besmet maar overleefde met littekens in het aangezicht.

## Heraldiek
Het wapenschild van Frans Stefan veranderde verschillende keren tijdens zijn leven. Aanvankelijk voerde hij het wapen van de hertogen van Lotharingen. Toen hij in 1737 het groothertogdom Toscane kreeg, voegde hij het wapen van de Medici aan het hartschild toe. Als keizer van het Heilige Roomse Rijk mocht hij zijn persoonlijk wapen op een Rooms-Duitse adelaar zetten.

Wapen als hertog van Lotharingen
Wapen als groothertog van Toscane
Wapen als Rooms-Duits keizer

## Kwartierstaat
| Nicolaas II van Lotharingen (1609-1670) | Nicolaas II van Lotharingen (1609-1670) | Nicolaas II van Lotharingen (1609-1670) | Nicolaas II van Lotharingen (1609-1670) | Nicolaas II van Lotharingen (1609-1670)    | Nicolaas II van Lotharingen (1609-1670)    | Claude van Lotharingen (1612-1648)         | Claude van Lotharingen (1612-1648)         | Claude van Lotharingen (1612-1648)         | Claude van Lotharingen (1612-1648)         | Claude van Lotharingen (1612-1648)    | Claude van Lotharingen (1612-1648)    |                                       |                                       | Keizer Ferdinand III (1608-1657)               | Keizer Ferdinand III (1608-1657)               | Keizer Ferdinand III (1608-1657)               | Keizer Ferdinand III (1608-1657)               | Keizer Ferdinand III (1608-1657)               | Keizer Ferdinand III (1608-1657)               | Eleonora Gonzaga (1630-1686)        | Eleonora Gonzaga (1630-1686)        | Eleonora Gonzaga (1630-1686) | Eleonora Gonzaga (1630-1686) | Eleonora Gonzaga (1630-1686)      | Eleonora Gonzaga (1630-1686)      |                                   |                                   | Lodewijk XIII van Frankrijk (1601-1643) | Lodewijk XIII van Frankrijk (1601-1643) | Lodewijk XIII van Frankrijk (1601-1643) | Lodewijk XIII van Frankrijk (1601-1643) | Lodewijk XIII van Frankrijk (1601-1643) | Lodewijk XIII van Frankrijk (1601-1643) | Anna van Oostenrijk (1601-1666)           | Anna van Oostenrijk (1601-1666)           | Anna van Oostenrijk (1601-1666)           | Anna van Oostenrijk (1601-1666)           | Anna van Oostenrijk (1601-1666)             | Anna van Oostenrijk (1601-1666)             |                                             |                                             | Karel I Lodewijk van de Palts (1617-1680)   | Karel I Lodewijk van de Palts (1617-1680)   | Karel I Lodewijk van de Palts (1617-1680)    | Karel I Lodewijk van de Palts (1617-1680)    | Karel I Lodewijk van de Palts (1617-1680)    | Karel I Lodewijk van de Palts (1617-1680)    | Charlotte van Hessen-Kassel (1627-1686)      | Charlotte van Hessen-Kassel (1627-1686)      | Charlotte van Hessen-Kassel (1627-1686) | Charlotte van Hessen-Kassel (1627-1686) | Charlotte van Hessen-Kassel (1627-1686) | Charlotte van Hessen-Kassel (1627-1686) |  |  |  |  |  |  |  |  |  |  |  |  |  |  |  |  |  |  |  |  |  |  |  |  |  |  |  |  |  |  |  |  |  |  |  |  |  |  |  |  |  |  |  |  |  |  |  |  |
| Nicolaas II van Lotharingen (1609-1670) | Nicolaas II van Lotharingen (1609-1670) | Nicolaas II van Lotharingen (1609-1670) | Nicolaas II van Lotharingen (1609-1670) | Nicolaas II van Lotharingen (1609-1670)    | Nicolaas II van Lotharingen (1609-1670)    | Claude van Lotharingen (1612-1648)         | Claude van Lotharingen (1612-1648)         | Claude van Lotharingen (1612-1648)         | Claude van Lotharingen (1612-1648)         | Claude van Lotharingen (1612-1648)    | Claude van Lotharingen (1612-1648)    |                                       |                                       | Keizer Ferdinand III (1608-1657)               | Keizer Ferdinand III (1608-1657)               | Keizer Ferdinand III (1608-1657)               | Keizer Ferdinand III (1608-1657)               | Keizer Ferdinand III (1608-1657)               | Keizer Ferdinand III (1608-1657)               | Eleonora Gonzaga (1630-1686)        | Eleonora Gonzaga (1630-1686)        | Eleonora Gonzaga (1630-1686) | Eleonora Gonzaga (1630-1686) | Eleonora Gonzaga (1630-1686)      | Eleonora Gonzaga (1630-1686)      |                                   |                                   | Lodewijk XIII van Frankrijk (1601-1643) | Lodewijk XIII van Frankrijk (1601-1643) | Lodewijk XIII van Frankrijk (1601-1643) | Lodewijk XIII van Frankrijk (1601-1643) | Lodewijk XIII van Frankrijk (1601-1643) | Lodewijk XIII van Frankrijk (1601-1643) | Anna van Oostenrijk (1601-1666)           | Anna van Oostenrijk (1601-1666)           | Anna van Oostenrijk (1601-1666)           | Anna van Oostenrijk (1601-1666)           | Anna van Oostenrijk (1601-1666)             | Anna van Oostenrijk (1601-1666)             |                                             |                                             | Karel I Lodewijk van de Palts (1617-1680)   | Karel I Lodewijk van de Palts (1617-1680)   | Karel I Lodewijk van de Palts (1617-1680)    | Karel I Lodewijk van de Palts (1617-1680)    | Karel I Lodewijk van de Palts (1617-1680)    | Karel I Lodewijk van de Palts (1617-1680)    | Charlotte van Hessen-Kassel (1627-1686)      | Charlotte van Hessen-Kassel (1627-1686)      | Charlotte van Hessen-Kassel (1627-1686) | Charlotte van Hessen-Kassel (1627-1686) | Charlotte van Hessen-Kassel (1627-1686) | Charlotte van Hessen-Kassel (1627-1686) |  |  |  |  |  |  |  |  |  |  |  |  |  |  |  |  |  |  |  |  |  |  |  |  |  |  |  |  |  |  |  |  |  |  |  |  |  |  |  |  |  |  |  |  |  |  |  |  |
|                                         |                                         |                                         |                                         |                                            |                                            |                                            |                                            |                                            |                                            |                                       |                                       |                                       |                                       |                                                |                                                |                                                |                                                |                                                |                                                |                                     |                                     |                              |                              |                                   |                                   |                                   |                                   |                                         |                                         |                                         |                                         |                                         |                                         |                                           |                                           |                                           |                                           |                                             |                                             |                                             |                                             |                                             |                                             |                                              |                                              |                                              |                                              |                                              |                                              |                                         |                                         |                                         |                                         |  |  |  |  |  |  |  |  |  |  |  |  |  |  |  |  |  |  |  |  |  |  |  |  |  |  |  |  |  |  |  |  |  |  |  |  |  |  |  |  |  |  |  |  |  |  |  |  |
|                                         |                                         |                                         |                                         | Karel V van Lotharingen (1643-1690)        | Karel V van Lotharingen (1643-1690)        | Karel V van Lotharingen (1643-1690)        | Karel V van Lotharingen (1643-1690)        | Karel V van Lotharingen (1643-1690)        | Karel V van Lotharingen (1643-1690)        |                                       |                                       |                                       |                                       |                                                |                                                | Eleonora van Oostenrijk (1653-1697)            | Eleonora van Oostenrijk (1653-1697)            | Eleonora van Oostenrijk (1653-1697)            | Eleonora van Oostenrijk (1653-1697)            | Eleonora van Oostenrijk (1653-1697) | Eleonora van Oostenrijk (1653-1697) |                              |                              |                                   |                                   |                                   |                                   |                                         |                                         |                                         |                                         | Filips van Orléans (1640-1701)          | Filips van Orléans (1640-1701)          | Filips van Orléans (1640-1701)            | Filips van Orléans (1640-1701)            | Filips van Orléans (1640-1701)            | Filips van Orléans (1640-1701)            |                                             |                                             |                                             |                                             |                                             |                                             | Elisabeth Charlotte van de Palts (1652-1722) | Elisabeth Charlotte van de Palts (1652-1722) | Elisabeth Charlotte van de Palts (1652-1722) | Elisabeth Charlotte van de Palts (1652-1722) | Elisabeth Charlotte van de Palts (1652-1722) | Elisabeth Charlotte van de Palts (1652-1722) |                                         |                                         |                                         |                                         |  |  |  |  |  |  |  |  |  |  |  |  |  |  |  |  |  |  |  |  |  |  |  |  |  |  |  |  |  |  |  |  |  |  |  |  |  |  |  |  |  |  |  |  |  |  |  |  |
|                                         |                                         |                                         |                                         | Karel V van Lotharingen (1643-1690)        | Karel V van Lotharingen (1643-1690)        | Karel V van Lotharingen (1643-1690)        | Karel V van Lotharingen (1643-1690)        | Karel V van Lotharingen (1643-1690)        | Karel V van Lotharingen (1643-1690)        |                                       |                                       |                                       |                                       |                                                |                                                | Eleonora van Oostenrijk (1653-1697)            | Eleonora van Oostenrijk (1653-1697)            | Eleonora van Oostenrijk (1653-1697)            | Eleonora van Oostenrijk (1653-1697)            | Eleonora van Oostenrijk (1653-1697) | Eleonora van Oostenrijk (1653-1697) |                              |                              |                                   |                                   |                                   |                                   |                                         |                                         |                                         |                                         | Filips van Orléans (1640-1701)          | Filips van Orléans (1640-1701)          | Filips van Orléans (1640-1701)            | Filips van Orléans (1640-1701)            | Filips van Orléans (1640-1701)            | Filips van Orléans (1640-1701)            |                                             |                                             |                                             |                                             |                                             |                                             | Elisabeth Charlotte van de Palts (1652-1722) | Elisabeth Charlotte van de Palts (1652-1722) | Elisabeth Charlotte van de Palts (1652-1722) | Elisabeth Charlotte van de Palts (1652-1722) | Elisabeth Charlotte van de Palts (1652-1722) | Elisabeth Charlotte van de Palts (1652-1722) |                                         |                                         |                                         |                                         |  |  |  |  |  |  |  |  |  |  |  |  |  |  |  |  |  |  |  |  |  |  |  |  |  |  |  |  |  |  |  |  |  |  |  |  |  |  |  |  |  |  |  |  |  |  |  |  |
|                                         |                                         |                                         |                                         |                                            |                                            |                                            |                                            |                                            |                                            | Leopold I van Lotharingen (1679-1729) | Leopold I van Lotharingen (1679-1729) | Leopold I van Lotharingen (1679-1729) | Leopold I van Lotharingen (1679-1729) | Leopold I van Lotharingen (1679-1729)          | Leopold I van Lotharingen (1679-1729)          |                                                |                                                |                                                |                                                |                                     |                                     |                              |                              |                                   |                                   |                                   |                                   |                                         |                                         |                                         |                                         |                                         |                                         |                                           |                                           |                                           |                                           | Elisabeth Charlotte van Orléans (1676-1744) | Elisabeth Charlotte van Orléans (1676-1744) | Elisabeth Charlotte van Orléans (1676-1744) | Elisabeth Charlotte van Orléans (1676-1744) | Elisabeth Charlotte van Orléans (1676-1744) | Elisabeth Charlotte van Orléans (1676-1744) |                                              |                                              |                                              |                                              |                                              |                                              |                                         |                                         |                                         |                                         |  |  |  |  |  |  |  |  |  |  |  |  |  |  |  |  |  |  |  |  |  |  |  |  |  |  |  |  |  |  |  |  |  |  |  |  |  |  |  |  |  |  |  |  |  |  |  |  |
|                                         |                                         |                                         |                                         |                                            |                                            |                                            |                                            |                                            |                                            | Leopold I van Lotharingen (1679-1729) | Leopold I van Lotharingen (1679-1729) | Leopold I van Lotharingen (1679-1729) | Leopold I van Lotharingen (1679-1729) | Leopold I van Lotharingen (1679-1729)          | Leopold I van Lotharingen (1679-1729)          |                                                |                                                |                                                |                                                |                                     |                                     |                              |                              |                                   |                                   |                                   |                                   |                                         |                                         |                                         |                                         |                                         |                                         |                                           |                                           |                                           |                                           | Elisabeth Charlotte van Orléans (1676-1744) | Elisabeth Charlotte van Orléans (1676-1744) | Elisabeth Charlotte van Orléans (1676-1744) | Elisabeth Charlotte van Orléans (1676-1744) | Elisabeth Charlotte van Orléans (1676-1744) | Elisabeth Charlotte van Orléans (1676-1744) |                                              |                                              |                                              |                                              |                                              |                                              |                                         |                                         |                                         |                                         |  |  |  |  |  |  |  |  |  |  |  |  |  |  |  |  |  |  |  |  |  |  |  |  |  |  |  |  |  |  |  |  |  |  |  |  |  |  |  |  |  |  |  |  |  |  |  |  |
|                                         |                                         |                                         |                                         |                                            |                                            |                                            |                                            |                                            |                                            |                                       |                                       |                                       |                                       |                                                |                                                |                                                |                                                |                                                |                                                |                                     |                                     |                              |                              |                                   |                                   |                                   |                                   |                                         |                                         |                                         |                                         |                                         |                                         |                                           |                                           |                                           |                                           |                                             |                                             |                                             |                                             |                                             |                                             |                                              |                                              |                                              |                                              |                                              |                                              |                                         |                                         |                                         |                                         |  |  |  |  |  |  |  |  |  |  |  |  |  |  |  |  |  |  |  |  |  |  |  |  |  |  |  |  |  |  |  |  |  |  |  |  |  |  |  |  |  |  |  |  |  |  |  |  |
|                                         |                                         |                                         |                                         |                                            |                                            |                                            |                                            |                                            |                                            |                                       |                                       |                                       |                                       |                                                |                                                |                                                |                                                |                                                |                                                |                                     |                                     |                              |                              |                                   |                                   |                                   |                                   |                                         |                                         |                                         |                                         |                                         |                                         |                                           |                                           |                                           |                                           |                                             |                                             |                                             |                                             |                                             |                                             |                                              |                                              |                                              |                                              |                                              |                                              |                                         |                                         |                                         |                                         |  |  |  |  |  |  |  |  |  |  |  |  |  |  |  |  |  |  |  |  |  |  |  |  |  |  |  |  |  |  |  |  |  |  |  |  |  |  |  |  |  |  |  |  |  |  |  |  |
|                                         |                                         |                                         |                                         | Frans I Stefan van Lotharingen (1708–1765) | Frans I Stefan van Lotharingen (1708–1765) | Frans I Stefan van Lotharingen (1708–1765) | Frans I Stefan van Lotharingen (1708–1765) | Frans I Stefan van Lotharingen (1708–1765) | Frans I Stefan van Lotharingen (1708–1765) |                                       |                                       |                                       |                                       | Elisabeth Theresia van Lotharingen (1711-1741) | Elisabeth Theresia van Lotharingen (1711-1741) | Elisabeth Theresia van Lotharingen (1711-1741) | Elisabeth Theresia van Lotharingen (1711-1741) | Elisabeth Theresia van Lotharingen (1711-1741) | Elisabeth Theresia van Lotharingen (1711-1741) |                                     |                                     |                              |                              | Karel van Lotharingen (1712-1780) | Karel van Lotharingen (1712-1780) | Karel van Lotharingen (1712-1780) | Karel van Lotharingen (1712-1780) | Karel van Lotharingen (1712-1780)       | Karel van Lotharingen (1712-1780)       |                                         |                                         |                                         |                                         | Anna Charlott van Lotharingen (1714-1773) | Anna Charlott van Lotharingen (1714-1773) | Anna Charlott van Lotharingen (1714-1773) | Anna Charlott van Lotharingen (1714-1773) | Anna Charlott van Lotharingen (1714-1773)   | Anna Charlott van Lotharingen (1714-1773)   |                                             |                                             |                                             |                                             | ... + 10 jong overleden zusters en broers    | ... + 10 jong overleden zusters en broers    | ... + 10 jong overleden zusters en broers    | ... + 10 jong overleden zusters en broers    | ... + 10 jong overleden zusters en broers    | ... + 10 jong overleden zusters en broers    |                                         |                                         |                                         |                                         |  |  |  |  |  |  |  |  |  |  |  |  |  |  |  |  |  |  |  |  |  |  |  |  |  |  |  |  |  |  |  |  |  |  |  |  |  |  |  |  |  |  |  |  |  |  |  |  |

vet = keizer · cursief = tegenkoning · 1 = medekoning (in een deelrijk) · 2 = afkomstig uit een andere dynastie
- Bibsys: 13009279
- Biblioteca Nacional de España: XX6111200
- Bibliothèque nationale de France: cb12045963v (data)
- Gemeinsame Normdatei: 118692925
- International Standard Name Identifier: 0000 0000 6630 2221
- Library of Congress Control Number: n85256393
- Bibliotheek van het Japanse parlement: 00627819
- Nationale Bibliotheek van Tsjechië: jn20000700558
- Nationale Bibliotheek van Israël: 987007261389605171
- Nationale Bibliotheek van Polen: a0000002362814
- Nederlandse Thesaurus van Auteursnamen: 073164690
- RKD-Nederlands Instituut voor Kunstgeschiedenis: 428020
- LIBRIS: 214479
- SNAC: w6h99qn6
- Système universitaire de documentation: 028672399
- Museum of New Zealand Te Papa Tongarewa: 68253
- Union List of Artist Names: 500353659
- Virtual International Authority File: 266519174
- WorldCat: E39PBJg8FBvHqkTw6cy7CXyTpP